# Borger (Texas)
Borger je město v okrese Hutchinson County ve státě Texas ve Spojených státech amerických. V roce 2010 zde žilo 13 251 obyvatel. S celkovou rozlohou 22,6 km2 byla hustota zalidnění 632,4 obyvatel na km2.

## Geografie
Borger se nachází na 35°39′46″ s. š., 101°24′6″ z. d..

## Podnebí
| Borger (1981-2010) – podnebí | Borger (1981-2010) – podnebí | Borger (1981-2010) – podnebí | Borger (1981-2010) – podnebí | Borger (1981-2010) – podnebí | Borger (1981-2010) – podnebí | Borger (1981-2010) – podnebí | Borger (1981-2010) – podnebí | Borger (1981-2010) – podnebí | Borger (1981-2010) – podnebí | Borger (1981-2010) – podnebí | Borger (1981-2010) – podnebí | Borger (1981-2010) – podnebí | Borger (1981-2010) – podnebí |
| Období                       | leden                        | únor                         | březen                       | duben                        | květen                       | červen                       | červenec                     | srpen                        | září                         | říjen                        | listopad                     | prosinec                     | rok                          |
| ---------------------------- | ---------------------------- | ---------------------------- | ---------------------------- | ---------------------------- | ---------------------------- | ---------------------------- | ---------------------------- | ---------------------------- | ---------------------------- | ---------------------------- | ---------------------------- | ---------------------------- | ---------------------------- |
| Nejvyšší teplota [°C]        | 10,6                         | 12,9                         | 17,6                         | 22,4                         | 27,1                         | 31,6                         | 33,8                         | 32,2                         | 29                           | 23,1                         | 16                           | 10,1                         | 33,8                         |
| Nejnižší teplota [°C]        | −3,7                         | −2,2                         | −1,6                         | 6,2                          | 11,7                         | 16,7                         | 19,2                         | 18,6                         | 14,3                         | 7,8                          | 1,4                          | −3,4                         | −3,7                         |
| Průměrné srážky [mm]         | 18,8                         | 18                           | 39,4                         | 46,2                         | 70,4                         | 83,8                         | 70,1                         | 91,2                         | 54,1                         | 49                           | 26,4                         | 21,1                         | 588,5                        |
| Sněžení [cm]                 | 13,2                         | 10,2                         | 8,6                          | 2,3                          | 0                            | 0                            | 0                            | 0                            | 0                            | 0,5                          | 5,3                          | 13,5                         | 53,6                         |
| Zdroj: NOAA                  |                              |                              |                              |                              |                              |                              |                              |                              |                              |                              |                              |                              |                              |